# 武平三
武 平三（たけ へいぞう、1914年5月20日 - 2001年5月19日）は、元騎手で、日本中央競馬会の栗東トレーニングセンターに所属していた元調教師である。武彦七は父、武輔彦調教師は兄、武宏平調教師、元騎手の武永祥調教助手は子、武英智調教師は孫、作田誠二元調教師は娘婿、武邦彦元調教師は甥である。

## 来歴
1934年、騎手デビュー。
1936年、第5回東京優駿大競走に騎乗する。単勝8番人気のヒダカヤマで11着だった。
1938年、調教師となる（1942年まで騎手兼業）、京都競馬場所属。
1969年、栗東トレーニングセンター開設に伴い栗東へ移転する。同年、管理馬から栄養剤が検出され、これが競馬法違反となり3年間の調教師資格停止処分を受ける。1972年に処分解除。
1992年、定年のため調教師を引退する。JRA通算成績は7513戦 735勝（重賞20勝）。
2001年5月19日、肺炎のため86歳で死去。
調教師時代の弟子には、子である宏平、永祥、甥の邦彦、戸山為夫、福永甲らがいる。

## おもな管理馬
- トキノウイナー（1960年京都4歳特別）
- タイギヨウ（1966年阪神3歳ステークス、1967年シンザン記念）
- タイクラナ（1967年日本経済新春杯）
- アトラス（1967年京都4歳特別）

## おもな厩舎所属者
※太字は門下生。括弧内は厩舎所属期間と所属中の職分。
- 斉藤義美（1955年 - 1957年 騎手）
- 武邦彦（1957年 - 1967年 騎手）
- 福永甲（1961年 - 1966年 騎手）
- 田口光雄（1963年 - 1968年、1972年 - 1974年 騎手）
- 武宏平（1968年、1972年 - 1976年 厩務員、調教助手）
- 武永祥（1972年 - 1984年、1991年 - 1992年 騎手）